# Adolf Busch
Adolf Busch, nato Adolf Georg Wilhelm Busch (Siegen, 8 agosto 1891 – 9 giugno 1952), è stato un violinista e compositore tedesco naturalizzato statunitense.

## Biografia
Busch nacque in Vestfalia e studiò musica al Conservatorio di Colonia con Willy Hess e Bram Eldering. Il suo insegnante di composizione fu Fritz Steinbach ma apprese molto anche dal suo futuro suocero Hugo Grüters a Bonn.
Nel 1912, Busch fondò a Vienna il Konzertverein Quartet, composto dai primi strumentisti della Wiener Symphoniker, che debuttò nel 1913 al Festival di Salisburgo. Dopo la prima guerra mondiale, fondò il Busch Quartet, che dalla stagione 1920 –21 fu composto da Gösta Andreasson (violino), Karl Doktor (viola), e Paul Grümmer (violoncello). Il quartetto esistette, in diverse formazioni, fino al 1951.
Membri aggiuntivi furono Rudolf Serkin, che divenne partner di Busch nel Duo nel 1918 e sposò poi la figlia di Busch, Irene. Il Busch Quartet e Serkin divennero il nucleo della Busch Chamber Players, un prototipo della moderna orchestra da camera.
Nel 1927, con la presa del potere di Adolf Hitler, Busch decise di non poter rimanere in Germania, non essendo in sintonia con gli ideali nazisti, ed emigrò a Basilea in Svizzera. Busch non era ebreo ed era popolare in Germania, ma si oppose con grande fermezza al nazismo fin dai primi tempi. Il 1º aprile 1933 ripudiò la sua cittadinanza tedesca e nel 1938 boicottò l'Italia fascista. Sul finire della seconda guerra mondiale, Busch emigrò da Basilea negli Stati Uniti, stabilendosi nel Vermont. Li fu uno dei fondatori, assieme a Rudolf Serkin, della Marlboro Music School and Festival.
Il Busch Quartet fu particolarmente ammirato per le sue interpretazioni dei quartetti di Brahms, Schubert, e soprattutto di Beethoven. Fece una serie di registrazioni negli anni trenta, comprendenti molti quartetti di questi compositori. Nel 1941, registrò tre quartetti di Beethoven mai registrati fino ad allora, compresa l'opera 130. Il Busch Quartet non registrò mai la Große Fuge, Opus 133; un arrangiamento dell'opera venne registrato dalla Busch Chamber Players, con Busch primo violino.
Busch fu un grande solista, come anche sopraffino musicista da camera, ed esistono registrazioni dal vivo dei concerti per violino e orchestra di Beethoven, Brahms, Dvořák e Busoni, così come del Doppio concerto di Brahms. In studio registrò concerti di Bach e Mozart, i Concerti brandeburghesi di Bach e i Concerti grossi op. 6 di Georg Friedrich Händel. Possedette una grande sensibilità interpretativa e fra i suoi allievi vi furono Yehudi Menuhin, Dea Forsdyke e Frederick Neumann.
Come compositore, Busch fu influenzato da Max Reger. Fu fra i primi compositori a scrivere un Concerto per Orchestra nel 1929. Diverse sue composizioni sono state registrate, compresi il Concerto per violino, Quintetti e Sestetti per archi, un Quintetto con sassofono ed un Quartetto d'archi.
Fu fratello del direttore d'orchestra Fritz Busch e del violoncellista Hermann Busch, e suocero del pianista Rudolf Serkin.